# Nõmme (rzeka)
Nõmme jõgi (est. Nõmme jõgi) – rzeka w środkowej Estonii. Rzeka ma źródła nieopodal miejscowości Äntu. Wpada do rzeki Põltsamaa na zachód od miejscowości Rakke, gmina Rakke. Ma długość 13,3 km i powierzchnię dorzecza 146,2 km².